# Lipa (Batangas)
Pour les articles homonymes, voir Lipa.
Lipa est une municipalité de la province de Batangas, aux Philippines.
La ville est connue pour avoir été le lieu des apparitions mariales de Lipa apparitions de à Teresita Castillo. C'est l'une des principales destinations de pèlerinage aux Philippines.